# KPM Music
A KPM Musichouse, é uma empresa que fornece trilhas "brancas", formada pela fusão da Keith Prowse (KPM) (as iniciais de Keith-Prowse-Maurice, então uma divisão da EMI) e da Musichouse (uma companhia adquirida pela EMI em 1997).

## História
As origens da empresa estão na Keith, Prowse & Co, sociedade que remonta a 1830. A biblioteca de música da KPM tem sido utilizada em muitos filmes e programas de televisão mundo afora. No Brasil, destaca-se o uso de trilhas da KPM em programas como Chaves, Chapolim e em vários programas do SBT.
As canções escritas pelos compositores da KPM foram feitas para serem usadas como trilhas incidentais ou de assinatura em filme e na televisão, incluindo temas como Mastermind, All Creatures Great and Small, This Is Your Life, etc.
A KPM Musichouse foi renomeada para EMI Production Music em 2011. Com o fim da EMI, a EMI Production Music agora faz parte da Sony/ATV Music Publishing.